# Through the Gates of the Silver Key
Through the Gates of the Silver Key är en novell av H.P. Lovecraft och pulp-författaren E. Hoffmann Price. Den skrevs ursprungligen av E. Hoffmann Price som en fortsättning på The Silver Key och hade då titeln The Lord of Illusion. Price hoppades att Lovecraft skulle vilja revidera den och publicera den som ett samarbete. Lovecraft var motvillig, men avslutade i april 1933 en grundlig omarbetning med titeln Through the Gates of the Silver Key. Denna publicerades i Weird Tales i juli 1934.